# Pokalturneringen i ishockey 2006-07
Pokalturneringen i ishockey 2006-07 var 15. udgave af den danske pokalturnering i ishockey for mandlige klubhold og blev arrangeret af Danmarks Ishockey Union. Turneringen havde deltagelse af 14 hold.
Turneringen blev vundet af AaB Ishockey, som i finalen besejrede de forsvarende mestre fra Odense Bulldogs med 4-2 i en af de sidste kampe spillet i Aalborg Skøjtehal, og som dermed vandt klubbens første pokaltitel og den første nationale titel siden DM-guldet i 1981.

## Resultater

### Første runde
I første runde spillede tolv hold om seks pladser i kvartfinalerne. Opgørene blev afviklet over to kampe (ude og hjemme).
| Dato                                       | Kamp                                   | Res. | Perioder      |
| ------------------------------------------ | -------------------------------------- | ---- | ------------- |
| 18.8.                                      | Hvidovre Wolves - Rødovre Mighty Bulls | 0−3  | 0-2, 0-0, 0-1 |
| 24.8.                                      | Rødovre Mighty Bulls - Hvidovre Wolves | 6−2  | 4-0, 2-1, 0-1 |
| Rødovre Mighty Bulls vinder samlet med 9−2 |                                        |      |               |

| Dato                               | Kamp                      | Res. | Perioder      |
| ---------------------------------- | ------------------------- | ---- | ------------- |
| 18.8.                              | Ama'r Jets - EfB Ishockey | 0−2  | 0-2           |
| 20.8.                              | EfB Ishockey - Ama'r Jets | 6−3  | 3-0, 1-1, 2-2 |
| EfB Ishockey vinder samlet med 8−2 |                           |      |               |

| Dato                                  | Kamp                                       | Res. | Perioder      |
| ------------------------------------- | ------------------------------------------ | ---- | ------------- |
| 20.8.                                 | Frederikshavn White Hawks - Herlev Hornets | 1−8  | 0-2, 1-2, 0-4 |
| 22.8.                                 | Herlev Hornets - Frederikshavn White Hawks | 6−3  | 1-0, 2-3, 3-0 |
| Herlev Hornets vinder samlet med 14−4 |                                            |      |               |

| Dato                                        | Kamp                               | Res.  | Perioder      |
| ------------------------------------------- | ---------------------------------- | ----- | ------------- |
| 22.8.                                       | SønderjyskE Ishockey - IC Gentofte | 6−0   | 2-0, 4-0, 0-0 |
| 24.8.                                       | IC Gentofte - SønderjyskE Ishockey | 10−13 | 0-7, 0-2, 0-4 |
| SønderjyskE Ishockey vinder samlet med 19−0 |                                    |       |               |

| Dato                                   | Kamp                             | Res.  | Perioder      |
| -------------------------------------- | -------------------------------- | ----- | ------------- |
| 22.8.                                  | Gladsaxe Bears - Odense Bulldogs | 10−15 | 0-4, 0-6, 0-5 |
| 24.8.                                  | Odense Bulldogs - Gladsaxe Bears | 9−0   | 2-0, 5-0, 2-0 |
| Odense Bulldogs vinder samlet med 24−0 |                                  |       |               |

| Dato                               | Kamp                                      | Res. | Perioder |
| ---------------------------------- | ----------------------------------------- | ---- | -------- |
| -                                  | Århus Eliteishockey - Nordsjælland Cobras | w.o. |          |
| -                                  | Nordsjælland Cobras - Århus Eliteishockey | w.o. |          |
| Nordsjælland Cobras vinder på w.o. |                                           |      |          |

### Kvartfinaler
I kvartfinalerne spillede de seks vindere fra første runde sammen AaB Ishockey og Herning Blue Fox om fire pladser i semifinalerne. De otte hold blev parret i fire opgør, der blev afgjort over to kampe (ude og hjemme).
| Dato                               | Kamp                          | Res. | Perioder      |
| ---------------------------------- | ----------------------------- | ---- | ------------- |
| 6.9.                               | Herlev Hornets - AaB Ishockey | 1−4  | 0-1, 0-1, 1-2 |
| 12.9.                              | AaB Ishockey - Herlev Hornets | 5−0  | 1-0, 2-0, 2-0 |
| AaB Ishockey vinder samlet med 9−1 |                               |      |               |

| Dato                                       | Kamp                                        | Res. | Perioder      |
| ------------------------------------------ | ------------------------------------------- | ---- | ------------- |
| 7.9.                                       | Rødovre Mighty Bulls - SønderjyskE Ishockey | 6−2  | 2-0, 3-0, 1-2 |
| 10.9.                                      | SønderjyskE Ishockey - Rødovre Mighty Bulls | 3−2  | 2-1, 0-0, 1-1 |
| Rødovre Mighty Bulls vinder samlet med 8−5 |                                             |      |               |

| Dato                               | Kamp                               | Res. | Perioder      |
| ---------------------------------- | ---------------------------------- | ---- | ------------- |
| 7.9.                               | EfB Ishockey - Nordsjælland Cobras | 4−0  | 1-0, 3-0, 0-0 |
| 10.9.                              | Nordsjælland Cobras - EfB Ishockey | 3−2  | 0-1, 2-1, 1-0 |
| EfB Ishockey vinder samlet med 6−3 |                                    |      |               |

| Dato                                  | Kamp                               | Res. | Perioder      |
| ------------------------------------- | ---------------------------------- | ---- | ------------- |
| 8.9.                                  | Odense Bulldogs - Herning Blue Fox | 8−2  | 2-0, 4-1, 2-1 |
| 12.9.                                 | Herning Blue Fox - Odense Bulldogs | 1−1  | 0-0, 0-0, 1-1 |
| Odense Bulldogs vinder samlet med 9−3 |                                    |      |               |

### Semifinaler
De fire kvartfinalevindere blev parret i to semifinaleopgør, der begge blev afgjort over to kampe.
| Dato                                  | Kamp                           | Res. | Perioder      |
| ------------------------------------- | ------------------------------ | ---- | ------------- |
| 29.10.                                | EfB Ishockey - Odense Bulldogs | 1−2  | 1-1, 0-1, 0-0 |
| 19.11.                                | Odense Bulldogs - EfB Ishockey | 6−4  | 1-0, 4-2, 1-2 |
| Odense Bulldogs vinder samlet med 8−5 |                                |      |               |

| Dato                               | Kamp                                | Res. | Perioder      |
| ---------------------------------- | ----------------------------------- | ---- | ------------- |
| 23.1.                              | Rødovre Mighty Bulls - AaB Ishockey | 0−3  | 0-1, 0-1, 0-1 |
| 4.2.                               | AaB Ishockey - Rødovre Mighty Bulls | 6−3  | 4-1, 0-1, 2-1 |
| AaB Ishockey vinder samlet med 9−3 |                                     |      |               |

### Finale
Finalen blev spillet i Aalborg Skøjtehal i Aalborg og afgjort i form af én kamp.
| Dato  | Kamp                           | Res. | Perioder      |
| ----- | ------------------------------ | ---- | ------------- |
| 17.2. | AaB Ishockey - Odense Bulldogs | 4−2  | 0-0, 2-2, 2-0 |